# ユスキュダル駅
ユスキュダル駅（ユスキュダルえき、トルコ語:Üsküdar Tren İstasyonu）はトルコのイスタンブールユスキュダルにある、トルコ国鉄（TCDD）とイスタンブール地下鉄の駅。
TCDDのマルマライと、イスタンブール地下鉄のM5号線の2路線が乗り入れ接続駅となっている。ボスポラス海峡を挟んだアジア側の最西端の駅である。

## 歴史
2013年10月29日にマルマライトンネル開通（カズルチェシュメ-アイルルク・チェスメシ）に伴い、マルマライの駅が開業。2017年12月15日にはM5号線・ユスキュダル-ヤマネブラー間の開通と共に当駅に接続した。

## 駅構造

### TDCC
島式ホーム1面2線を有する地下駅。

#### のりば
| シルケジ ↑ \| 2 1 \| ↓ アイルルク・チェスメシ | 1 | マルマライ | 西方面 | イェニカプ・バクルキョイ・ハルカル方面       |
| シルケジ ↑ \| 2 1 \| ↓ アイルルク・チェスメシ | 2 | マルマライ | 東方面 | ソウトリュチェシュメ・ペンディク・ゲブゼ方面 |

### イスタンブール地下鉄
島式ホーム1面2線を有する地下駅でホームドアが設置されている。

#### のりば
案内上ののりば番号は設定されていない。
| (終点) \| 東 西 \| ↓ フストゥカージュ | 西方面 | M5号線 | 終点                                           |
| (終点) \| 東 西 \| ↓ フストゥカージュ | 東方面 | M5号線 | アルトゥニザデ・ドゥドゥル・チェキメキョイ方面 |

## 利用状況
マルマライの駅としては2017年10月（カズルチェシュメ-アイルルク・チェスメシ間の区間運行・全線開業前時代）に110万人以上の乗降があり、マルマライ全体で3位の多さである。これはマルマライ全体の20%の割合にあたる。

## 駅周辺
- ユスキュダル埠頭（トルコ語版、英語版）
- イェニ・ヴァリデ・モスク（トルコ語版、英語版）
- セルマン・アガ・モスク（トルコ語版）
- ミフリマー・スルタン・モスク（トルコ語版、英語版）
- シェムシ・パシャ・モスク（トルコ語版、英語版）
- ルム・マフムード・パシャ・モスク（トルコ語版）
- アジズ・マフムード・フダイ・モスク（トルコ語版）
- ハスババ公園（Hacıbaba Parkı）
- ウチュラー（Üçler） - スーパーマーケット
- ユスキュダル魚市場（Üsküdar Balıkçılar Çarşısı）
- ユスキュダル職業技術アナトリア高校（Üsküdar Mesleki ve Teknik Anadolu Lisesi）

## バス路線
İETTの運行する15、15A、15B、15C、15E、15H、15K、15KÇ、15M、15N、15P、15PH、15R、15S、15T、15Y、15ŞN、15Zが当駅周辺のバス停に停車する。

## 隣の駅
トルコ国鉄
 マルマライ
シルケジ駅 - ユスキュダル駅 - アイルルク・チェスメシ駅
イスタンブール地下鉄
 M5号線
ユスキュダル駅 - フストゥカージュ駅